# 永富友海
永富 友海（ながとみ ともみ、1965年 - ）は、日本の英文学者。上智大学文学部英文学科教授。

## 略歴
兵庫県出身。
1988年津田塾大学学芸学部英文学科卒業。1990年慶應義塾大学大学院文学研究科英文学専攻修士課程修了。1994年東京大学大学院人文科学研究科修士課程修了、1998年同大学院博士課程単位取得退学。2007年サセックス大学博士号。
1999年東京都立大学 (1949-2011)人文学部講師、2002年助教授。2004年上智大学文学部英文学科助教授、2008年准教授、2012年教授。

## 著書

### 訳書
- ジュディス・R・ウォーコウィッツ『売春とヴィクトリア朝社会』（上智大学出版, 2009年）
- グレアム・グリーン『見えない日本の紳士たち』（共訳, 早川書房, 2013年）
- グレアム・グリーン『国境の向こう側』（共訳, 早川書房, 2013年）

### 分担執筆
- （海老根宏）『一九世紀「英国」小説の展開』（松柏社, 2014年）